# Georgetown, Kentucky
Georgetown, Kentucky là một thành phố nằm trong quận quận Scott, bang Kentucky, Hoa Kỳ. Thành phố có diện tích km2, dân số theo năm 2010 là 29.098 người.